# Maciej Wojciechowski
Maciej Wojciechowski (* 4. Dezember 1974) ist ein ehemaliger polnischer Sommerbiathlet.
Maciej Wojciechowski verpasste bei den Sommerbiathlon-Weltmeisterschaften 2000 in Chanty-Mansijsk als Schlussläufer an der Seite von Sławomir Wisiński, Bartłomiej Golec und Mariusz Oziemczuk als Viertplatzierter knapp eine Medaille im Staffelrennen, im Sprint wurde er 22. und verbesserte sich im Verfolgungsrennen auf Rang 17. 2001 gewann Wojciechowski in Jamrozowa Polana hinter Dimitri Borovik und Alexei Kowjasin die Bronzemedaille im Sprintrennen. 2004 kamen in Osrblie die Ränge 21 im Sprint, 13 im Verfolger, 19 im Massenstartrennen sowie mit Stanislaw Kępka Senior, Łukasz Witek und Ryszard Szary sechs im Staffelrennen hinzu.